# ユソウボク
ユソウボク（癒瘡木、学名: Guaiacum officinale）は、カリブ海の諸島とコロンビア地域沿岸部に分布するハマビシ科ユソウボク属の樹木である。リンネの『植物の種』(1753年) で記載された植物の一つである（#歴史も参照）。

## 名称
リグナムバイタ（Lignum vitae）と呼ばれることもある。lignum vitae はラテン語で「生命の樹」を意味する。これはかつてユソウボクが薬用として重用されたことに由来する（#歴史も参照）。ただし「リグナムバイタ」という名称は本種のみならず近縁種も含めた類似種に対して使われることもあり、また、本種や近縁種の木材を指すこともある。特に木材関係ではリグナムバイタと称することが多い
ユソウボクという和名は「癒瘡木」であり、後述のようにかつて梅毒（瘡）の特効薬と考えられていたことからの命名である。
また、種小名の officinale も「薬効あり」の意味である。

## 特徴
常緑広葉樹。幹は垂直に伸び、高さ5 - 10メートル (m) 。直径は10 - 45センチメートル (cm) だが、太いものは70 cm に及ぶ。成長は遅い。低地森林でまれに見られる古木は、ねじ曲がっていて、樹齢1000年は生きられる。枝は木の下の方から盛んに枝分かれする。樹冠は濃い緑の密な葉で覆われる。樹皮は淡褐色で平滑。灰白色と灰褐色の斑紋があり薄い鱗片状に剥れることなどが同属他種との区別点である。
葉は偶数羽状複葉。小葉は4 - 6枚。つやのある革質。小葉は倒卵形や広楕円形で基部は鈍形から円形で、全縁、下面は帯白色、長さ1 - 3 cm。
プエルト・リコでは早春から秋まで、キューバでは3月から5月までが花期である。花は散形花序で、枝の先に青色や薄紫色の花が多数つく。花期は長く、花が古くなると白っぽく色褪せて、全体に複雑な色合いになる。わずかに芳香があり花弁5個、長さ1.2 cm。
果実（蒴果）は扁平な倒卵形で、はじめはピンク色を帯びているが成熟すると金色になり、これが裂開すると緋色の肉質種皮が現れ、中には1対の黒い種子が入っている。
本種は、近縁種のバハマユソウボク（Guaiacum sanctum）と共に生息していることもあるが、両者の雑種は知られていない。多くの昆虫がユソウボクの葉を食べ、時として樹木を丸坊主にしてしまうこともあるが、食害のためにユソウボクが枯死した例は記録されていない。また、放牧に対しても耐性がある。

## 分布
原産地は中米やカリブ海諸島。小アンチル諸島の大部分と大アンチル諸島、バハマ諸島の南カイコス、およびベネズエラ、コロンビア、パナマの沿岸部、アルバ、ボネール島、トバゴ島、キュラソーなどの島に自生する。また、トリニダード島やガイアナにも見られるが、これらは在来種ではない可能性がある。山火事や病害や開発のためカリブ海のいくつかの島では絶滅したかもしくは絶滅寸前である。また、本種は自然分布域の各地で、あるいはフロリダやインドを含む世界各地で栽培される。

## 生育環境
生息地の年間平均気温は 24.5 ℃ から 27.5 ℃ までの幅があるが、いずれも無霜地帯である。生息地の年間平均降水量は、キューバでは500 mm から 800 mm、プエルトリコでは 750 mm から 1000 mm  であり、ハイチでは 300 mm 以下の地域にも広がっている。沿岸部に生息するため生息地の相対湿度はかなり高く、プエルトリコでは平均 80%である。
本種の生育環境としては、深く肥沃で中間的な土性の土壌が最適と思われる。キューバでは、河口付近における砂質の沖積土壌において最もよく成長していた。しかし、本種は成長が遅いため、競争相手の少ない、岩だらけの土地にわずかな浅い土壌で覆われているような貧弱な環境でのみ生き延びている。このような土壌の典型的なものは、沿岸部の多孔質の石灰岩地帯である。本種はあらゆる土性で成長するが、水捌けのよさが要求される。また、pH  8.5 程度のアルカリ性土壌には耐性がある。

## 歴史
1514年に、サントドミンゴに上陸したスペインの歴史家 Gonzalo Fernández de Oviedo y Valdés は、「カリブの先住民はこの木で梅毒を治療している」と報告した。彼はこの樹木を"Uguayacan"の名称で、自生種として言及している。先住民のアラワク族が性病の治療に使ったという噂から、16世紀初頭の医師たちはユソウボクに特別な力があると信じ、「生命の木」と呼んだ。
本種はヨーロッパの王族で入手競走となり、最終的にカルロス1世が独占した。彼は即位するとハプスブルク家の御用商人だったフッガー家にユソウボクの交易を委ねた。ウルリヒ・フォン・フッテンは1519年に著した "De morbo Gallico (On the French disease)"  において、ユソウボクにより梅毒から回復したと報告し、ユソウボクの人気が沸騰した。1520年代には、粉末にしたユソウボクの木質部と樹脂が、梅毒の治療薬として法外な価格で取引されていた。16世紀前半にユソウボクはヨーロッパで水銀とともに梅毒の治療薬として使われ、フッガー家は巨万の富を築いた。1529年にパラケルススは論文の中で梅毒治療薬としてのユソウボクの効果を否定した。フッガー家は圧力をかけて論文の出版を停止させたが、ユソウボクの人気も次第に翳り、フッガー家は16世紀末にはユソウボクの交易事業から撤退した。梅毒の治療薬としては19世紀まで使われ続けたが、近年ではバハマの人々がユソウボクを原料にして、性欲を高めるという強壮剤を作っている。
1687年から1689年にかけて、ジャマイカ総督アルベマール公爵（二代目）付きの医者、ハンス・スローンが本種の標本を採集し、『ジャマイカの博物』(1725)にその特徴や材の堅さ、薬効などについて詳細に解説し、その標本スケッチを元にリンネが学名を付けた。

## 人間との関係
本種の木材は、世界でもっとも堅く重い材として知られる。密度の高さは世界有数で、水に浮かないほどである。高い密度と木目がよく重なり合っているため、縦に割るのはほぼ不可能で、他に類を見ないほどの耐摩耗性と耐水性を誇る。また、樹脂は脂分を多く含み自己潤滑性がある。これらの特徴のため、蒸気機関の黄金時代には、世界最大級の船用プロペラシャフトの軸受け、滑車、ベアリングなど海洋で使う製品に最も適し利用された。1950年代になっても、世界初の原子力潜水艦として知られるアメリカ海軍のノーチラス号のプロペラシャフトの軸受けに使われた。また、古くから彫刻、木彫り、ろくろ細工に利用されていた。競売人の小槌、クロッケーの木槌、乳鉢と乳棒、悪天候時にクリケットをするときに使う重いベイル（三柱門の上に載せる横木）、イギリスの警官が使用する警棒などの原料としても使われてきた。
花の美しさのため、鑑賞用樹木として広く植栽される。カリブ海沿岸地域では特に多い。バハマの国樹。ジャマイカの国花である。街路樹としても人気が高い。
本種の滲出液や木材のチップや鋸屑などから抽出されるグアヤック脂の成分の一つであるグアイオールは酸化されると色が変わるため、シアン、過酸化水素、オゾン、ハロゲンガスなどの検出に用いられる。グアヤック脂はまた酸化防止剤、ガムベースなどの食品添加物としても利用される。

## ギャラリー
- コペンハーゲン植物園にて。2012-03-07
- ユソウボクの葉
- ユソウボクの花
- ユソウボクの花
- ユソウボクの果実
- ユソウボクの種子
- ユソウボクの樹皮
- ユソウボクの材断面。トムスク大学植物園のコレクションより。1878年（あるいは1838年）。